# Фотодетектор
Фотодетектори или фотоћелије су сензори (чула) свјетлости у неком опсегу електромагнетског спектра. Постоји велики број фотодетектора који се могу класификовати према механизму детекције, као што су фотоелектрични или фотохемијски ефекти, или према различитим метрикама перформанси, као што је спектрални одзив. Фотодетектори засновани на полупроводницима обично имају p–n спој који претвара светлосне фотоне у струју. Апсорбовани фотони праве парове електрон-рупа у области исцрпљивања. Фотодиоде и фототранзистори су неколико примера фотодетектора. Соларне ћелије претварају део апсорбоване светлосне енергије у електричну енергију.

## Типови
Фотодетектори се могу класификовати према њиховом механизму за детекцију:
- Фотоемисија или фотоелектрични ефекат: Фотони узрокују прелазак електрона из проводног појаса материјала у слободне електроне у вакууму или гасу.
- Топлотни: фотони доводе до преласка електрона у стања средњег размака, а затим се враћају у ниже опсеге, изазивајући стварање фонона, а тиме и топлоту.
- Поларизација: Фотони изазивају промене у поларизационим стањима одговарајућих материјала, што може довести до промене индекса преламања или других ефеката поларизације.
- Фотохемијска: Фотони изазивају хемијску промену у материјалу.
- Ефекти слабе интеракције: фотони изазивају секундарне ефекте као што су детектори отпора фотона[5][6] или промене притиска гаса у Голајским ћелијама.

## Врсте
Постоји више врста:
- Оптички детектор — користе се у квантној физици за детектовање индивидуалних фотона
- Хемијски детектор — као фотографске плоче осјетљиве на свјетлост
- Фотоотпорник — мијења се отпор према освјетљењу
- Фотоволтаична ћелија — производе напон и струју кад су освијетљене
- Фотодиода — производе напон при освјетљењу
- Фототранзистор — свјетлост узрокује струју базе, која се појачава даље
- Фотомултипликаторска цијев — фотокатода емитује електроне, чији је број увећан одбијањем од више динода
- Фотоцијев — са фотокатодом из које излазе електрони под дјеловањем свјетлости и одлазе директо на аноду
- Термооптички детектор — осјетљиви на топлоту; ту спадају пироелектрични детектори, термочланови и термистори
- Криогенички сензор — врло осјетљиви, посебне намјене
- ЦЦД сензор — користе се у дигиталним фото-апаратима и другдје

## Својства
Постоји низ метрика перформанси, које се називају цифре заслуга, према којима се фотодетектори карактеришу и упоређују
- Спектрални одзив: Одзив фотодетектора као функција фреквенције фотона.
- Квантна ефикасност: Број носилаца (електрона или рупа) генерисаних по фотону.
- Одзив: Излазна струја подељена са укупном светлосном снагом која пада на фотодетектор.
- Снага еквивалентна буци: Количина светлосне снаге која је потребна за генерисање сигнала упоредиве величине са шумом уређаја.
- Детективност: квадратни корен површине детектора подељен снагом еквивалента буке.
- Појачање: Излазна струја фотодетектора подељена са струјом коју директно производе фотони који упадају на детекторе, тј. уграђено појачање струје.
- Тамна струја: Струја која тече кроз фотодетектор чак и у одсуству светлости.
- Време одзива: Време потребно да фотодетектор пређе са 10% на 90% коначног излаза.
- Спектар буке: Напон или струја унутрашњег шума као функција фреквенције. Ово се може представити у облику спектралне густине шума.
- Нелинеарност: RF-излаз је ограничен нелинеарношћу фотодетектора[7]

## Уређаји
Груписани по механизму, фотодетектори укључују следеће уређаје:

### Фотоемисиони или фотоелектрични
- Гасни јонизациони детектори се користе у експерименталној физици честица за детекцију фотона и честица са довољном енергијом да јонизују атоме или молекуле гаса. Електрони и јони генерисани јонизацијом изазивају струјни ток који се може мерити.
- Фотомултипликаторске цеви које садрже фотокатоду која емитује електроне када је осветљена, електрони се затим појачавају ланцем динода.
- Фотоцеви које садрже фотокатоду која емитује електроне када је осветљена, тако да цев спроводи струју пропорционалну интензитету светлости.
- Детектори микроканалних плоча користе порозну стаклену подлогу као механизам за умножавање електрона. Могу се користити у комбинацији са фотокатодом као што је фотомултипликатор описан горе, са порозном стакленом подлогом која делује као динодни степен

### Полупроводник
- Сензори активних пиксела (APS) су сензори слике. Обично направљени у комплементарном процесу метал-оксид-полупроводник (CMOS), а познати и као CMOS сензори слике, APS елементи се обично користе у камерама мобилних телефона, веб камерама и неким DSLR уређајима.
- Кадмијум цинк телуридни детектори зрачења могу да раде у режиму директне конверзије (или фотокондуктивном моду) на собној температури, за разлику од неких других материјала (посебно германијума) који захтевају хлађење течним азотом. Њихове релативне предности укључују високу осетљивост на рендгенске и гама-зраке, због високог атомског броја Cd и Te, и боље енергетске резолуције од сцинтилаторских детектора.
- Уређаји са спрегнутим набојем (CCD) су сензори слике који се користе за снимање слика у астрономији, дигиталној фотографији и дигиталној кинематографији. Пре 1990-их, фотографске плоче су биле најчешће коришћене у астрономији. Следећа генерација астрономских инструмената, као што је Астро-Е2, укључује криогене детекторе.
- HgCdTe инфрацрвени детектори. Детекција се дешава када инфрацрвени фотон довољне енергије избаци електрон из валентног појаса у проводни појас. Такав електрон се прикупља одговарајућим екстерним интегрисаним колима за очитавање (ROIC) и трансформише у електрични сигнал.
- LED диоде које су обрнуто пристрасне да делују као фотодиоде. Погледајте LED диоде као фотодиодни сензори светлости.
- Фотоотпорници или отпорници зависни од светлости (LDR) који мењају отпор према интензитету светлости. Обично се отпор LDR-ова смањује са повећањем интензитета светлости која пада на њих.[8]
- Фотодиоде које могу да раде у фотонапонском или фотокондуктивном режиму.[9][10] Фотодиоде се често комбинују са нискошумном аналогном електроником да би се фотоструја претворила у напон који се може дигитализовати.[11][12]
- Фототранзистори, који делују као појачавајуће фотодиоде.
- Закачене фотодиоде, фотодетекторска структура са малим кашњењем, малим шумом, високом квантном ефикасношћу и малом тамном струјом, широко се користе у већини CCD и CMOS сензора слике.[13]
- Фотопроводничке квантне тачке или фотодиоде, који могу да поднесу таласне дужине у видљивом и инфрацрвеном спектру.
- Полупроводнички детектори се користе у гама и рендгенској спектрометрији и као детектори честица.[14][15]
- Силицијумски дрифт детектори (SDD) су детектори рендгенског зрачења који се користе у рендгенској спектрометрији (EDS) и електронској микроскопији (EDX).[16]

### фотонапонски
- Фотонапонске ћелије или соларне ћелије које производе напон и снабдевају електричну струју када сунчева светлост или одређене врсте светлости сијају на њих.

### Термички
- Болометри мере снагу упадног електромагнетног зрачења кроз загревање материјала са електричним отпором који зависи од температуре. Микроболометар је специфичан тип болометра који се користи као детектор у термалној камери.
- Криогени детектори су довољно осетљиви да мере енергију појединачних рендгенских, видљивих и инфрацрвених фотона.[17]
- Пироелектрични детектори детектују фотоне кроз топлоту коју генеришу и накнадни напон генерисан у пироелектричним материјалима.
- Термопили детектују електромагнетно зрачење кроз топлоту, а затим генеришу напон у термопаровима.
- Голајске ћелије детектују фотоне по топлоти коју генеришу у комори испуњеној гасом, узрокујући да се гас шири и деформише флексибилну мембрану чији се отклон мери.

### Фотохемијски
- Фоторецепторске ћелије у мрежњачи детектују светлост кроз, на пример, хемијску каскаду изазвану фотонима родопсина.
- Хемијски детектори, као што су фотографске плоче, у којима је молекул сребрног халогенида подељен на атом металног сребра и атом халогена. Фотографски развијач узрокује да се суседни молекули поделе на сличан начин.

### Поларизација
- Фоторефрактивни ефекат се користи у холографском складиштењу података.
- Фотодетектори осетљиви на поларизацију користе оптички анизотропне материјале да детектују фотоне жељене линеарне поларизације.[18]

### Графен/силицијумски фотодетектори
Показано је да силицијумска хетероспојница графен/n-типа показује снажно понашање исправљања и високу фотоодзивност. Графен је спојен са силицијумским квантним тачкама (Si QD) на врху масивног Si да би се формирао хибридни фотодетектор. Si QD изазивају повећање уграђеног потенцијала графен/Si Шоткијевог споја док смањују оптичку рефлексију фотодетектора. Електрични и оптички доприноси Si QD-ова омогућавају супериорне перформансе фотодетектора.

## Фреквентни опсег
In 2014 a technique for extending semiconductor-based photodetector's frequency range to longer, lower-energy wavelengths. Adding a light source to the device effectively "primed" the detector so that in the presence of long wavelengths, it fired on wavelengths that otherwise lacked the energy to do so.